# Международная ассоциация по таксономии растений
Международная ассоциация по таксономии растений (англ. The International Association for Plant Taxonomy; IAPT) занимается поддержанием таксономии растений в стабильном состоянии и устанавливает правила наименования ботанических таксонов. Основана в 1950 году. Долгое время штаб-квартира организации находилась в Вене (Австрия), в настоящее время (2013) располагается в Братиславе (Словакия).

## История
Основана 18 июля 1950 года на VII Международном ботаническом конгрессе, проходившем в Стокгольме (Швеция). В настоящее время штаб-квартира IAPT находится в Вене (Австрия). Президентом с 2005 года является Дэвид Мабберли (Королевские ботанические сады Кью, Лондон). Ассоциация издаёт таксономический журнал Taxon, а также серию Regnum Vegetabile, Международный кодекс ботанической номенклатуры, Index Nominum Genericorum и Index Herbarorium.

## Издания

### Taxon
Taxon — ежеквартальный журнал IAPT. Издаётся с 1951 года Международным бюро по таксономии и номенклатуре растений (англ. International Bureau for Plant Taxonomy and Nomenclature). Хотя журнал «посвящён систематике и эволюционной биологии с уклоном в ботанику», он более всего сфокусирован на проблемах номенклатурного характера, чем на более широких вопросах систематики растений. Журнал также публикует номенклатурные предложения Номенклатурной секции Международного союза биологических наук.

### Regnum Vegetabile
Regnum Vegetabile публикует серию книг в области таксономии растений. Многие из этих томов являются литературными обзорами или монографиями по систематике растений. Среди основных изданий и серий общего использования:
- Международный кодекс ботанической номенклатуры (англ. International Code of Nomenclature for algae, fungi, and plants — «Международный кодекс номенклатуры водорослей, грибов и растений») (Vol. 159, 2018). Данный кодекс представляет собой свод правил и рекомендаций по наименованию таксонов растений, грибов и некоторых других групп организмов. Действующее в настоящее время издание известно как Shenzhen Code (так называемый «Шэньчжэньский кодекс» ботанической номенклатуры), поскольку оно было принято в 2017 году на XIX Международном ботаническом конгрессе в Шэньчжэне (Китай).
- Международный кодекс номенклатуры культурных растений (англ. International Code of Nomenclature for Cultivated Plants), 8th edition (Vol. 151, 2009). Регулирует названия сортов (культиваров).
- Index Nominum Genericorum (Vols. 100—102 & 113). Список всех опубликованных в рамках Кодекса ботанических родовых названий, включая указание на место публикации и информацию о типовом виде.
- Index Herbariorum, 7th edition (Vol. 106, 1981). Справочник по гербариям мира с указанием контактной информации и размещённых в них важнейших коллекциях. База данных управляется New York Botanical Garden.
- International Directory of Botanical Gardens (Vol. 95, 1977). Справочник по ботаническим садам и арборетумам всего мира.